# Trichopterigia multipunctata
Trichopterigia multipunctata är en fjärilsart som beskrevs av George Francis Hampson 1903. Trichopterigia multipunctata ingår i släktet Trichopterigia och familjen mätare. Inga underarter finns listade i Catalogue of Life.